# Canal del Músic
El Canal del Músic és una canal del terme municipal de Conca de Dalt, a l'antic terme d'Hortoneda de la Conca, al Pallars Jussà, en territori que havia estat de l'antiga caseria dels Masos de la Coma.
Està situat a ponent de la Coma d'Orient, al nord-est del paratge de Sant Andreu, a l'esquerra del barranc del Vinyal.